# Rosemary Edna Sinclair
Rosemary Edna Sinclair, née Fenton le 17 novembre 1936, est une militante australienne pour l'environnement et les droits de l'enfant. Elle s'implique dans la démarche administrative liée aux actions de développement. Elle remporte le titre de Miss Australie en 1960.
En novembre 1988, en association avec Christine Stewart (en), elle fonde l'Association nationale pour la prévention de la maltraitance et de la négligence envers les enfants (NAPCAN) pour aborder pleinement les questions liées à la maltraitance des enfants.

## Jeunesse et formation
Rosemary Edna Fenton est née sur l'île Lord Howe le 17 novembre 1936. Son père, Stanley Fenton, travaille comme opérateur radio au département de l'aviation civile de l'île. Sa scolarité se déroule à l'internat du Presbyterian Ladies' College de Sydney. Elle suit également une formation en soins infirmiers. À la mort de sa mère en 1952, elle retourne à l'île Lord Howe pour s'occuper de son père et de ses deux frères et sœurs plus jeunes, son frère Stan et sa sœur Robyn,. En 1959, son frère Stanley commence sa carrière à la RAAF, et sa soeur Robyn est envoyé à l'école à Sydney. Cela donne l'opportunité à Rosemary de quitter également l'île.
Durant un séjour de vacances sur l'île, un agent de mannequinat repère Rosemary et lui propose de commencer une carrière de modèle. Rosemary veut participer au le concours de beauté Miss Australie. Comme elle vit sur l'île et garde la maison de sa famille, elle cous elle-même ses vêtements sur la base d'un catalogue qu'elle obtient de Sydney. Elle essaye ses vêtements sur sa sœur cadette Robyn, âgée de 12 ans, en tant que mannequin. Elle remporte le titre de Miss Nouvelle-Galles du Sud puis Miss Australie en novembre 1960 et est très modeste quant à sa victoire. Elle effectue ensuite une tournée primée à Hong Kong, Tokyo, Honolulu, San Francisco et bien d'autres endroits. Par la suite, elle travaille comme mannequin. Son succès en tant que Miss Australie est symptomatique de l'optimisme d'après guerre et fait d'elle une importante représentante de l'Île Lord Howe jusqu'à ce jour.

## Action pour l'environnement
Rosemary défend la cause environnementale de son lieu de naissance, l'île Lord Howe, en 1982, lorsqu'elle est inscrite au patrimoine mondial de l'UNESCO. Bien que les insulaires soient satisfaits du statut patrimonial accordé à l'île, Rosemary est mécontente de nombreuses actions de planification et de gestion initiées par le gouvernement australien pour conserver le statut patrimonial nouvellement accordé, car cela affecte les droits fondamentaux des insulaires. Ses objections concernent la coupe des pins plantés au XIXe siècle ; elle considère ces arbres (bien qu'ils ne soient pas indigènes) comme faisant partie du patrimoine de l'île.
Lors de l'abattage des arbres, elle menace de s'allonger entre les arbres pour arrêter les coupeurs d'arbres. Son argument est que les arbres ajoutent à la beauté esthétique de l’île. Elle s'oppose à la négligence dans l'entretien des remblais construits pour étendre l'aéroport sur l'île, car ces remblais s'érodent. Elle s'est opposée aux déchets déversés dans le lagon de l'île car ils présentent des risques pour la santé.
Le plan de gestion proposé par le gouvernement pour préserver le statut patrimonial de l'île prévoit de limiter le nombre d'hébergements touristiques à environ 400 et de limiter le nombre de voitures sur l'île à 100, ce à quoi elle s'oppose car il limite les opportunités aux insulaires qui y vivent depuis de nombreuses années. Une autre de ses protestations concerne la création d'une réserve aquatique dans une partie de l'île. Elle considère cette action comme préjudiciable aux droits de pêche des populations locales qui pêchent dans la région depuis plusieurs années. Toutes ses objections aboutissent à ce que le ministère de la Planification et de l'Environnement accepte de répondre aux questions qu'elle soulève. En 1967, elle travaille au ministère du Premier ministre, s'occupe des relations publiques et anime l'Expo de Montréal.

## Action contre la maltraitance infantile
En 1976, Rosemary défend la cause de la maltraitance des enfants, mais il lui est reproché de ne pas aborder les questions liées aux femmes en général en dehors des limites de la maison. À propos de la maltraitance des enfants, son discours est le suivant : « Mais il n'y a pas de frontières politiques à la maltraitance des enfants. Elle ne connaît pas non plus de frontières socio-économiques. La communauté est de plus en plus consciente de son coût pour les enfants et pour la société dans son ensemble - et du fait que quelque chose peut être terminé ».
Rosemary reçoit la Médaille du centenaire en 2001 pour « service rendu aux enfants, en particulier la maltraitance et la négligence envers les enfants ». Elle est nommée Officier de l'Ordre d'Australie lors de l'Australia Day Honors de 2002 pour « son service en tant que principal défenseur du bien-être des enfants maltraités et négligés, notamment en sensibilisant le public, en développant des stratégies préventives, des programmes éducatifs et des services de soutien pour les parents d'enfants à risque et par des efforts de collecte de fonds pour maintenir et étendre les services »,.

## Vie privée
Elle épouse Ian Sinclair le jour de la Saint-Valentin 1970 ; il devient ensuite chef adjoint de l'opposition fédérale et chef du Parti national d'Australie. Elle est la deuxième épouse de Ian et « hérite » des trois enfants de sa première femme âgés de 8 à 12 ans,,. En 1972, elle et Ian Sinclair ont un fils, Andrew.